# Chiesa di San Giovanni Battista (San Giovanni La Punta)
La Chiesa di San Giovanni Battista è il principale luogo di culto di San Giovanni la Punta e si trova sulla piazza centrale, la piazza Lucia Mangano.
La Chiesa conserva importanti testimonianze delle precedenti costruzioni e oggi si presenta imponente a tre navate, splendida testimonianza dell'arte neoclassica.
È la Chiesa con il secondo campanile più grande della Sicilia dietro solo al Santuario di Tindari.

## Storia
"Al momento non vi è certezza per la prima costruzione della Chiesa Madre, si iniziano ad avere notizie certe con il XVI secolo quando l'antica chiesa dei Benedettini San Nicolò alla Catìra (XII-XIII sec.) Parrocchialis (1418) e di riferimento per tutti i Borghi de la Punta e Trappeto viene affiancata dalle oramai Succursali Parrocchialis di San Giovanni e Santo Rocco. Mi preme fare presente che i benedettini colonizzarono le pendici dell'Etna per volontà dei sovrani normanni sin dal XII secolo, costruirono chiese, residenze, monasteri e somministravano loro all'inizio i sacramenti, in pratica i sovrani normanni ripristinarono le antiche massae della Chiesa di Catania. Quindi San Nicolò alla Catìra fu la prima Chiesa "Madre"  per i Borghi della Catìra, de la Punta, Trappeto e San Gregorio. Tali borghi nel XII-XIV secolo erano solo piccoli agglomerati rurali residenza dei coloni o agricoltori-braccianti in condizione di assoggettamento. Tra il XIV - XV secolo le condizioni dei braccianti miglioreranno, le preziose vigne dell'Etna saranno sempre più ambite, i vignaioli diventeranno una corporazione molto influente. E' importante ricordare che questi territori de la Punta, Trappeto e della Catìra facevano parte delle antiche massae romane donate da Costantino I alla Chiesa nel 312 la gigantesca Trapeas e la Castis, dalla Trapeas deriva il nome probabilmente di Trappeto. Una massa era un territorio con villaggi più o meno popolosi, masserie, aggregati rurali, monasteri e chiese. "
La domenica dell'11 gennaio 1693, avvenne un terribile terremoto che provocò la rovina della chiesa e la morte di numerosi fedeli. Tra il 1728 ed il 1732, venne costruito il campanile. L'ornato della porta principale del duomo venne distrutto a seguito del crollo del campanile, avvenuto il 29 novembre 1832. Quattro colonne di questo ornato sono state utilizzate, di recente, per la costruzione del monumento commemorativo in onore del beato Gabriele Allegra; altri reperti sono attualmente conservati in un deposito attiguo al duomo.
Sul campanile erano collocate quattro campane: la più grande proveniva dalla chiesa San Nicolò la Catira. Adiacenti al duomo, rispettivamente dal lato nord e sud, si trovano i due oratori, sedi delle confraternite del Santissimo Sacramento (particolarmente interessante il prospetto con fregi in pietra lavica) e di San Giovanni Evangelista. Il duomo è rimasto chiuso per circa due anni (2004-2006) per i lavori di restauro.
Il Campanile è fra i più grandi in Sicilia per numero di campane.
Ai lati del duomo si trovano le due cappelle dedicate quella a sinistra a Santa Rita da Cascia e a destra a San Giovanni apostolo ed evangelista patrono della città.

## Descrizione
All'interno si apre un'ampia struttura a croce latina e a tre navate illuminata dalle finestre. Numerose tele dei secoli XVII-XIX tra cui una di Antonio Zacco e nel presbiterio due dipinti murali di Sebastiano Conti Consoli (1951). Esteso apparato in stucco nella cappella di S. Giovanni Evangelista tra cui una tela dell'artista campano Salvatore Seme raffigurante San Biagio e una preziosa consolle del 700'. Dell'ultimo quarto del XX secolo sono le porte bronzee, tutte dello scultore Domenico Girbino, ed in facciata le statue dei Santi contitolari, opera della scultore Francesco Campisi (1992). Nella Cappella di Sinistra dedicata a Santa Rita importanti affreschi che si trovano momentaneamente coperti, sempre nella stessa viene conservato il prezioso Simulacro della Santa dei casi impossibili decorato con elementi in oro,ai piedi della Statua il Reliquiario contenente una parte del ginocchio della Santa.

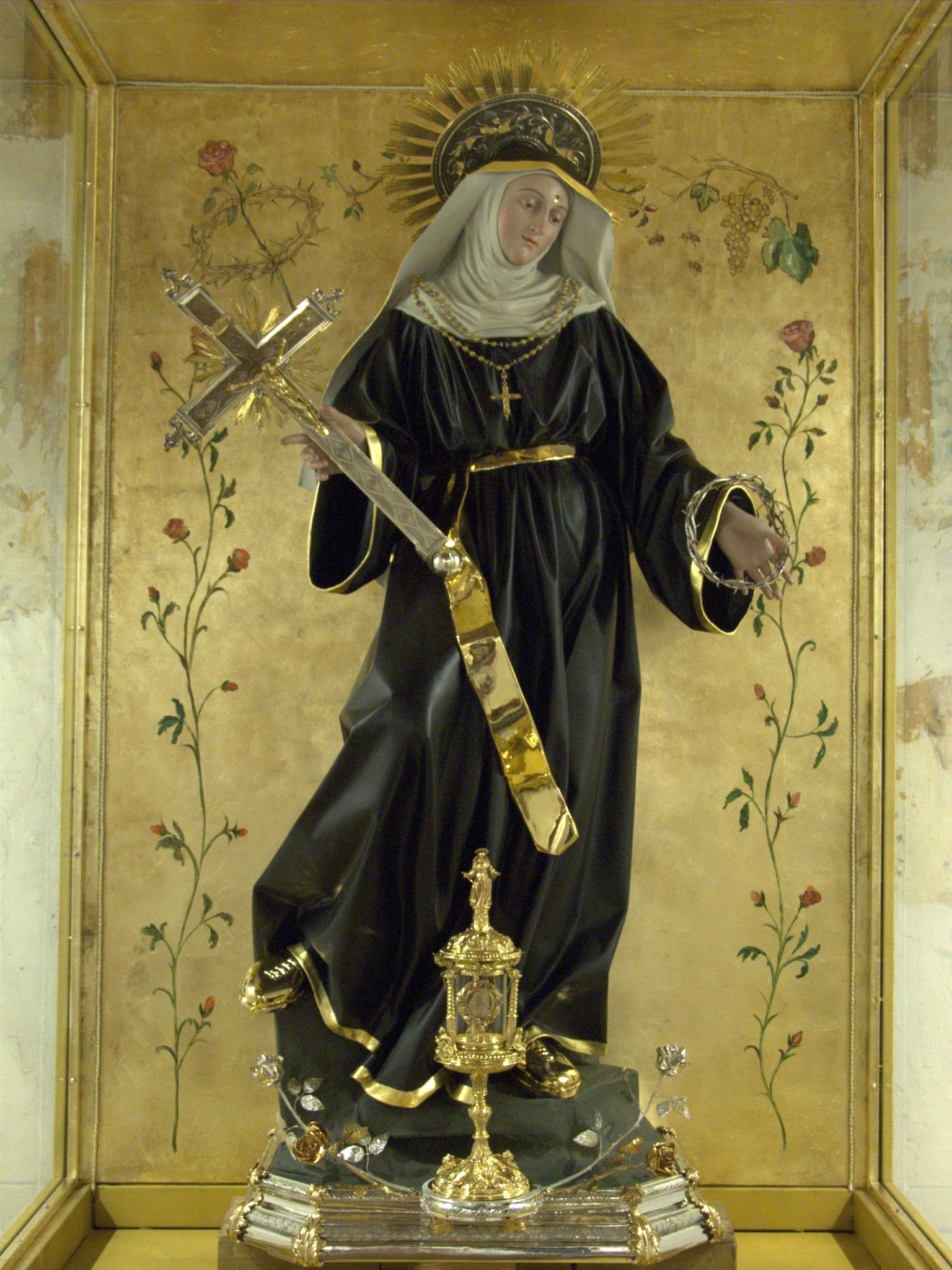
Simulacro di Santa Rita custodito all'interno della cappella.